# Олійник Степан Іванович
Степа́н Іва́нович Олі́йник (21 березня (3 квітня) 1908, Пасицели — 11 січня 1982, Київ) — український поет-гуморист і сатирик, журналіст. Депутат Верховної Ради СРСР 6—7-го скликань (у 1964—1970 роках).

## Біографія
Народився 21 березня (3 квітня) 1908 року в селі Пасицелах (тепер Подільського району Одеської області) в багатодітній селянській сім'ї. Згодом родина переїхала в село — Третю Миколаївку (нині Левадівка). Після закінчення чотирирічної школи продовжив навчання в Одесі у школі імені Лесі Українки. З 1929 року працював у редакції одеської окружної газети «Червоний степ».
Коли в 1930-му його батько потрапив під «розкуркулювання», юнак уже був студентом Одеського педагогічного інституту. Сина «ворога народу» виключили з вишу, і Степан влаштувався на роботу рульовим на кораблі «Ленін». А коли через рік відновився в педагогічному інституті, то заарештували вже його самого. Та хлопця невдовзі випустили. Можливо, врятувало те, що його друг Володимир Іванович звернувся з листом до «всесоюзного старости» М. І. Калініна від імені майже двохсот однокурсників. До того ж охоронець забрав у в'язня блокнот із його віршами, і після того став прихильніше ставитися до Степана. Перебування в казематі не минулося безслідно: від нервового стресу захворів на епілепсію. Відпустила хвороба лише після війни.
По закінченні у 1934 році педінституту працював викладачем української мови та літератури у Бехтерському сільськогосподарському технікумі бавовництва (Голопристанський район). З 1935 до 1939 року працював кореспондентом одеської обласної газети «Чорноморська комуна». З 1939 до 1940 року — літературний працівник відділу партійного життя та соціалістичного будівництва республіканської газети «Вісті». У 1940—1941 роках — літературний працівник республіканської вчительської газети «Радянська освіта».
Брав участь у німецько-радянській війні, з 1941 до листопада 1943 року був літературним працівником газети «Сталинградская правда». З січня 1944 року — завідувач відділу культури газети «Колгоспник України». Протягом багатьох років був співробітником та членом редакційної колегії (з січня 1949 року) сатиричного журналу «Перець», з 1946 по 1952 рік завідував відділом фейлетонів журналу.

Могила Степана Олійника

Член КПРС з 1952 року. Обирався членом президії Спілки письменників Української РСР.
Степан Олійник неодноразово бував в Будинку творчості письменників в Ірпені.
Мешкав у місті Києві. Помер 11 січня 1982 року в Києві, похований на Байковому кладовищі (ділянка № 12). Автор надгробного пам'ятника — скульптор О. Скобліков.

## Творчість
Друкуватися почав з 1926 року. Для його віршів характерні актуальність тематики, сатирична гострота, політична цілеспрямованість, соковитий український гумор. Вони часто друкувалися в газеті «Правда» та інших центральних виданнях; перекладені багатьма іноземними мовами. За мотивами його сатиричного фейлетону «Пес Барбос», надрукованому в газеті «Правда» 1960 року, режисер Леонід Гайдай зняв свій відомий короткометражний фільм «Пес Барбос і незвичайний крос».
Автор збірки автобіографічних оповідань «З книги життя» (1964), творів у 4-х томах (1978). Опублікував понад сто поетичних фейлетонів. Написав лібрето комічної опери «В степах України»

##### Твори
- «Мої земляки» (1947);
- «Наші знайомі» (1948);
- «Ознаки весни» (1950);
- «Гумор і сатира», «Як ми скажем — так і буде» (1951);
- «Ровесники», «Сер Макітра» (1952);
- «З щирим серцем, а про декого з перцем» (1953);
- «Дорога дама» (1954);
- «Який Сава — така й слава» (1955);
- «Здоровенькі були» (1958);
- Ой ти, Галю! (1960);
- «Карась-середняк» (1961);
- «П'яні вовки» (1962);
- «Дозвольте запевнить» (1963);
- «Добрий день вам, добрі люди» (1966);
- «Дозасідався…» (1968);
- «Батьки і діти», «Здоровше з гумором живеться» (1970);
- «Готов почати все спочатку» (1974);
- «В ім'я добра — супроти зла» (1977);
- «Де Іван?» (1982);
- «Гуморески» (2011, Видавництво: ФОП Стебеляк)

## Нагороди
- Ордени Леніна (два: 1958 і 1960), Трудового Червоного Прапора, «Знак Пошани»
- Медаль «За оборону Сталінграда» та інші.
- Почесна грамота Президії Верховної Ради Української РСР (20.01.1967)
- Сталінська премія  (1950; за збірку віршів «Наші знайомі», 1948)

## Вшанування пам'яті
Земляки письменника-гумориста щороку проводять на Одещині Олійниківські дні та Олійниківські читання. Заснували Всеукраїнську літературну премію імені Степана Олійника, Благодійний фонд. У селі Левадівці за кошти краян встановили пам'ятник односельцеві. Вийшли збірка вибраних творів та книга спогадів.
3 квітня 1983 року, в селі Левадівці на Одещині, в приміщенні колишньої земської школи, де навчався малий Степан, було відкрито Меморіальний музей Степана Олійника (філія Одеського літературного музею).
19 жовтня 1984 року в Києві, на фасаді будинку на вулиці Великій Васильківській, 6, де з 1952 по 1982 рік жив і працював письменник, встановлено бронзову меморіальну дошку (барельєф; скульптор А. В. Кущ, архітектори К. О. Сидоров, Г. А. Щербина). 
В Одесі мармурова меморіальна дошка С. І. Олійнику встановлена на фасаді головного корпусу Південноукраїнського педагогічного університету імені К. Д. Ушинського.
В 1990 році його ім'ям названа вулиця в Києві. Також його ім'ям названо узвіз в Одесі.
У журналі «Перець» № 16 за 1978 рік розміщено дружній шарж А. Арутюнянца з нагоди 70-річчя митця